# Попытка военного переворота в Бурунди (2015)
Попытка военного переворота в Бурунди — действия военных, считавших намерение Пьера Нкурунзиза баллотироваться в президенты в третий раз антиконституционным.

## Предпосылки
Пьер Нкурунзиза встал во главе Бурунди в 2005 году. О своем намерении баллотироваться на третий срок он заявил 26 апреля 2014 года. В стране немедленно начались акции протеста, полиция применила оружие. Погибли 10 человек, около ста получили ранения. 5 мая конституционный суд Бурунди подтвердил право президента выдвигать свою кандидатуру.

## Ход событий
В ночь с 13 на 14 мая 2015 года неизвестные люди в полицейской форме захватили две частные радиостанции и телеканал и передали обращение от имени генерала Г. Нийомбаре, в котором заявлялось об отстранении президента Нкурунзизы от власти за нарушение конституции путём участия в очередных президентских выборах.
В течение 14 мая периодически слышалась стрельба вокруг штаб-квартиры Национального радио и телевидения. Президент Пьер Нкурунзиза, присутствующий с 13 мая на саммите Восточноафриканского сообщества в Танзании, вылетел в Бурунди, однако, по неофициальным данным, пока остается в крупнейшем танзанийском порту Дар-Эс-Салам. На президентском сайте появился призыв Нкурунзизы к гражданам «сохранять спокойствие».
15 мая было объявлено, что бурундийские военнослужащие арестовали генерала Годфруа Нийомбаре, попытавшегося свергнуть президента страны Пьера Нкурунзизу, а ранее были арестованы три генерала-мятежника. Однако позднее пресс-секретарь президента опроверг утверждение об аресте Нийомбаре.